# 金竹角
金竹角（英語：Kam Chuk Kok）是香港一個曾經存在過的海角，位於新界青衣島西岸。該處附近海域被填海，興建蜆殼石油儲存庫，海角因此而消失。
現時，該處建有長青隧道的西端出口，而蜆殼石油儲存庫對上的山坡上建有長青公路，青衣自然徑南段會經過金竹角的山頂，但如果要前往山下的石油儲存庫則需要循西草灣路進入，金竹角山坡無法跨越長青公路。